# Bosnia y Herzegovina en los Juegos Paralímpicos de Pekín 2022
Bosnia y Herzegovina estuvo representada en los Juegos Paralímpicos de Pekín 2022 por dos deportistas, un hombre y una mujer. El equipo paralímpico bosnio no obtuvo ninguna medalla en estos Juegos.